# Phase
Phase (Фейз) була сформована в Греції, у місті Ларіса в 2003 році, але активну діятльність та перші позитивні видгуки здобула у 2008 після декількох змін у складі групи. Phase двічі з’являлася у чартах Billboard та на радіо BBC 6.  На разі учасники групи базуються в місті Ньюкасл апон Тайн, в Англії.

## Значні події
2003 - Гурт Phase створений Таносом Грігоріу. 
2008 - Реліз першого синглу Perdition, який став частиною кампанії Microsoft Playlist 7
2010 - Реліз першого студійного альбому ‘In consequence’ за участю Дункана Паттерсона - колишнього бас-гитаристу гурту Anathema.

## Музичний жанр та натхнення
Гурт Phase часто порівнюють з такими групами як Anathema, Porcupine Tree, the Tea Party та Alice in Chains. Згідно з учасниками серед артистів які їх надихають вони називають Девіда Боуї, Depeche Mode та The Rolling Stones. 
Музичний жанр гурту часто відносять до альтернативного року, психоделічного року та постпанку. 

## Відгуки
”Point of View” з альбому ”The Wait” став частиною радіо-шоу Тома Робінсона на радіостанції BBC 6. 
Першого серпня 2013 року сингл ”Аметіст” посів перше місце у найпопулярніших треках на last.fm
Phase з’являлася з у Billboard двічі. Група зайняла 12 місце у чарті ”Прорив Тижня” у 2012 році 
Та другого разу, у 2013 році, група фігурувала у чарті ’Uncharted’ на 42 місці 

## Дискографія
1. 2010 - In Consequence
2. 2014 - The Wait

## Учасники гурту
Танос Грігориу - Автор пісень, Вокал, Гитара
Даміанос Хархарідіс - Басс - гитара, Клавішні
Васіліс Льяпис - Гитара, Клавішні
Адам Шиндлер - Ударні